# Zygós (Kavála)
Zygós, en grec moderne : Ζυγός, est un village du dème de Kavála, district régional de Kavála, en Macédoine-Orientale-et-Thrace, en Grèce.
La localité appartient au district municipal de Fílippi. Selon le recensement de 2021, elle compte 1 209 habitants.